# Shenkottai
Shenkottai es una ciudad y municipio situada en el distrito de Tenkasi en el estado de Tamil Nadu (India). Su población es de 26823 habitantes (2011). Se encuentra a 12 km de Tenkasi y a 62 km de Tirunelveli.

## Demografía
Según el censo de 2011 la población de Shenkottai era de 26823 habitantes, de los cuales 13183 eran hombres y 13640 eran mujeres. Shenkottai tiene una tasa media de alfabetización del 86,62%, superior a la media estatal del 80,09%: la alfabetización masculina es del 93,41%, y la alfabetización femenina del 80,08%.